# Джудіт Барсі
Джу́діт Є́ва Ба́рсі (англ. Judith Eva Barsi; 6 червня 1978, Лос-Анджелес — 25 липня 1988, Лос-Анджелес) — американська дівчинка-акторка угорського походження. Найбільш відомими роботами стали озвучка мультфільмів «Усі собаки потрапляють до раю» та «Земля первісних часів». Була вбита разом із матір'ю рідним батьком Йозефом (Джозефом).

## Життєпис

### Ранні роки
Народилась в родині емігрантів з Угорщини. Батько Йозеф Іштван Барши та мати Марія Віровац втекли у Сполучені Штати під час революції 1956 року. У віці п'яти років дівчинку помітили на ковзанці в долині Сан-Фернандо агенти з кастингу. Їх увагу привернув маленький зріст дівчинки, через що та здавалася трирічною. Саме тоді мати Джудіт, яка все життя мріяла стати акторкою, вирішила зробити з доньки кіноактрису. Дебютом Джудіт стала роль у телефільмі Фатальне бачення (1984). Всього за свою коротку кар'єру дівчинка знялась приблизно у 70 рекламних роликах, чотирьох телепроєктах, трьох кінофільмах, а також озвучила два мультфільми. Щоб зберегти свій маленький зріст Джудіт змушували приймати гормони росту — у 10 років її зріст був усього 112 сантиметрів. 
Не дивлячись на народження в Америці, Джудіт Барсі вільно володіла угорською мовою. При розмовах з мамою вона часто переходила на угорську.

### Домашнє насильство
Починаючи з 1985 року життя Джудіт поступово перетворилось на пекло. Батько, який до цього часу був безробітним, почав зловживати алкогольними напоями. Гонорари Джудіт на той час становили $100 000 на рік, що дозволило родині придбати розкішний будинок у Лос-Анджелесі. Думки що добробут у родині тепер залежить від його доньки спочатку викликали в нього ревнощі та заздрість, а згодом перетворились у параною. Перше, що він зробив, коли вони переїхали в новий будинок — обгородив його парканом із залізними шипами, який можна було відкрити тільки зсередини. У розмовах з сусідами він тримався стримано і завжди намагався звести бесіду до мінімуму. За всім цим у нього розвинулася думка, що Марія і Джудіт, їдучи на зйомки або фотосесії, можуть не повернутися додому. Тричі він був заарештований за водіння в нетверезому вигляді. Врешті-решт його поведінка призвела до того, що друзі Джудіт намагалися не затримуватися надовго в її будинку. Одного разу під час вечірки у них вдома Йозеф розлютився через те, що його дочка заволоділа увагою гостей. Привівши доньку на кухню, він назвав її «чортове маленьке кодло», після чого схопив за волосся і штовхнув на підлогу (за іншою версією — він жбурнув у неї каструлю і розбив їй ніс). Джудіт не розповідала про це нікому, крім одного однокласника. 
У грудні 1986 року, не витримавши знущань чоловіка, Марія написала заяву у поліцію. Йозеф неодноразово бив її по обличчю, душив, а також погрожував ножем їй та Джудіт. Однак поліція не виявила тілесних ознак насилля, тому Марії довелося забрати заяву назад. Після цього, за словами свідків, Йозеф припинив пити, однак це не зупинило знущань над жінкою та донькою. Через постійні стреси Джудіт почала набирати вагу.
Врешті-решт, під час роботи над мультфільмом «Усі собаки потрапляють до раю», Джудіт не витримавши розповіла усе своєму агенту. Дівчинку відправили до дитячого психолога, де було діагностовано що вона неодноразово піддавалася емоційному та фізичному насиллю. Відкриттю кримінальної справи на Йозефа за насильство над дитиною завадила Марія, запевнивши працівників CPS (Child Protective Services) що збирається подавати на розлучення з Йозефом. На неодноразові заклики друзів та сусідів забрати доньку та поїхати від Йозефа відповідала відмовою, пояснюючи це небажанням руйнувати кар'єру Джудіт, а також страхом перед Йозефом.

### Смерть
Востаннє Джудіт Барсі бачили живою в понеділок 25 липня 1988 року, коли вона їздила на велосипеді. Ніч на 26 липня вона планувала провести у свого друга, але з якоїсь причини цього не зробила.  Вночі Йозеф прокрався у спальню до Джудіт і вистрілив їй у голову з пістолета 32-го калібру. Дівчинка померла уві сні, не встигнувши прокинутися. Після цього Йозеф застрелив Марію, яка прибігла на звук пострілу. Після вбивств Йозеф три дні провів у будинку з трупами, за весь час відповівши лише на один дзвінок від агента Джудіт, якому він сказав що збирається поїхати, але затримується, щоб «попрощатися з донькою». 
В середу, 28 липня, приблизно у 8:30 ранку, він облив мертві тіла бензином і підпалив, після чого застрелився.

### Вшанування пам'яті

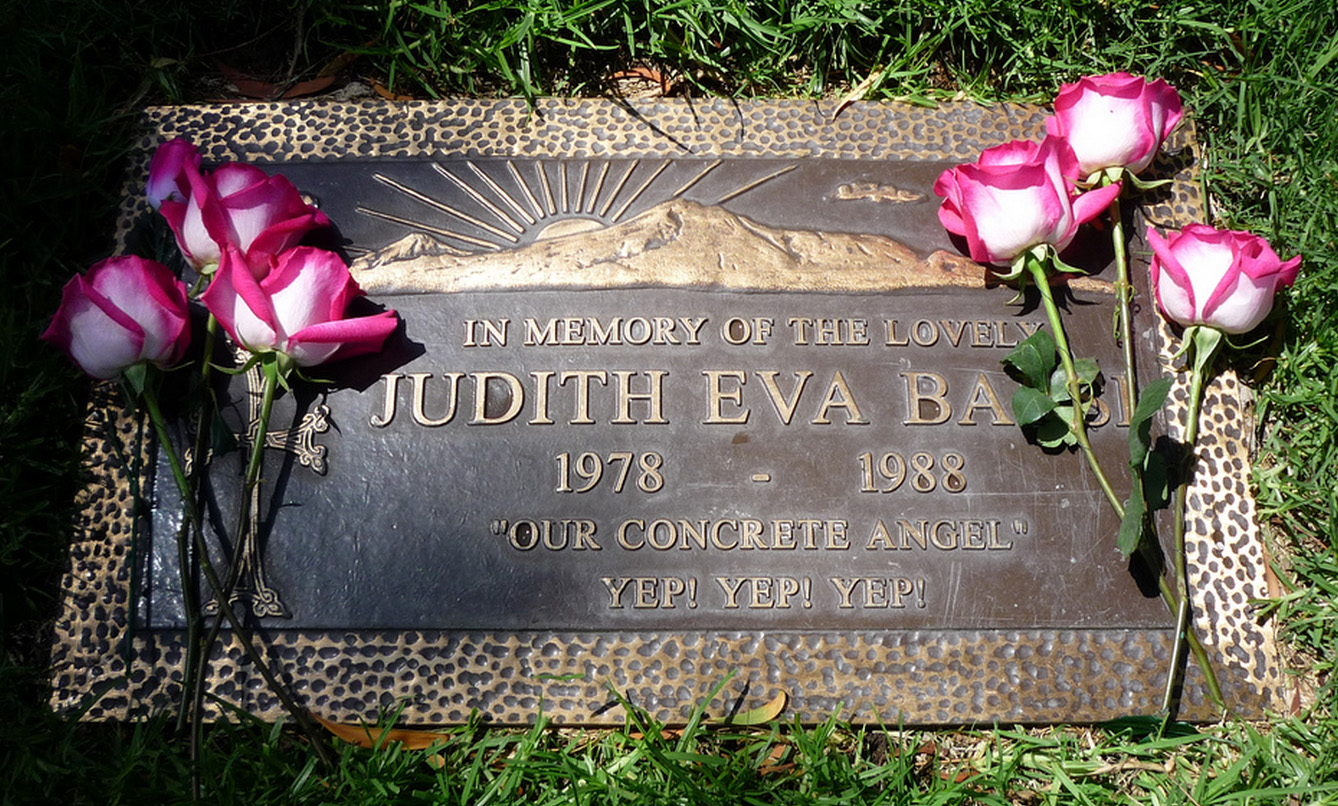
Могила Джудіт Барсі у 2009 році

Джудіт Барсі поховали 9 серпня 1988 року на цвинтарі Форест-Лон у Голлівуд-Гіллз, поруч із мамою. Протягом 16 років це були звичайні непримітні горбки і лише 23 серпня 2004, завдяки зусиллям фанатів, на могилі Джудіт була встановлена пам'ятна надгробна плита. На ній під її ім'ям і датами життя виведена фраза «Our Concrete Angel» (укр. Наш Бетонний Янгол), що є відсиланням до однойменної пісні Мартіни Макбрайд, в якій вона співає про жахливе поводження з дітьми. Під нею виведена інша фраза «Yep! Yep! Yep!» (укр. Так! Так! Так!), яка була улюбленою реплікою озвученого нею персонажа Дакі з «Земля первісних часів» (в одному з інтерв'ю Джудіт згадувала, що це найулюбленіший фільм у її кар'єрі). На могилі Марії табличку встановили 28 січня 2005. Місце поховання Йозефа до цього дня залишається невідомим, як невідомо і те, чи був він похований в немаркованій могилі або ж був підданий кремації.
Через півроку після смерті Джудіт, у 1989 році в прокат вийшов мультфільм «Усі собаки потрапляють до раю», в якому Джудіт озвучила персонажа Енн-Марі, дівчинку-сироту, яка у фіналі, завдяки зусиллям головного героя, знаходить собі прийомних батьків. У фінальних титрах звучить пісня «Love Survives» (укр. Кохання Виживає), мелодія якої є лейтмотивом усього мультфільму — була присвячена пам'яті маленької акторки.

## Фільмографія
- Фатальне бачення / Fatal Vision (1984) — Кімберлі
- Тиха гавань / Knots Landing (1985) — епізод
- Трохи миру та тиші / A Little Peace and Quiet (1985) — Берті
- Танець смерті / Slam Dance (1987) — Бін
- Щелепи 4: Помста /  Jaws: The Revenge (1987) — Тіа Броді
- Земля первісних часів / The Land Before Time (1988) — Дакі (голос)
- Усі собаки потрапляють до раю / All Dogs Go to Heaven (1989) — Енн-Марі (голос)